# Amerika, rapports de classe
Pour plus de détails, voir Fiche technique et Distribution.
Amerika, rapports de classe (Klassenverhältnisse) est un film allemand réalisé par Jean-Marie Straub et Danièle Huillet, sorti en 1984.
Le film est une adaptation du roman inachevé de Franz Kafka, L'Amérique (titre original : Amerika ou Le Disparu). Il est considéré comme l'une des plus belles adaptations d'une œuvre de Kafka. C'est une adaptation fidèle du texte et de l'univers de l'écrivain.[réf. nécessaire]

## Synopsis
Karl Rossmann, adolescent de seize ans a eu des relations avec une servante de ses parents qui est maintenant enceinte. Ceux-ci l'envoient en Amérique. À l'arrivée du navire à New York, il accompagne chez le capitaine un soutier (der Heizer, le chauffeur) qui se prétend victime de brimades. Malgré la diplomatie de Karl, la situation devient tendue. Un homme survient qui dit être son oncle Jakob, un homme riche et influent. Jakob débrouille l'affaire, puis invite Karl chez lui.

## Fiche technique
- Titre : Amerika, rapports de classe
- Titre original allemand : Klassenverhältnisse
- Réalisation : Jean-Marie Straub et Danièle Huillet
- Photographie : William Lubtchansky, Caroline Champetier et Christophe Pollock
- Sociétés de production : Janus Film und Fernsehen, Hessischer Rundfunk (HR)
- Pays d'origine :  Allemagne
- Dates de tournage : 2 juillet au 20 septembre 1983[2]
- Durée : 127 minutes
- Format : noir et blanc, 35 mm, 1:1,37
- Métrage : 3 457 m
- Date de sortie : 1984

## Distribution
- Christian Heinisch : Karl Rossmann
- Reinald Schnell : le soutier
- Mario Adorf : Oncle Jacob
- Harun Farocki : Delamarche
- Libgart Schwarz : Thérèse
- Laura Betti : Brunelda
- Georg Brintrup : l’étudiant
- Thom Andersen : un recruteur du Théâtre d‘Oklahoma